# سلتیک فیوژن
سلتیک فیوژن (انگلیسی: Celtic fusion) یک اصطلاح چتری برای هر موسیقی مدرنی است که دارای تأثیراتی است که «سلتیک» یا موسیقی سلتیک مدرن را در بر می‌گیرد.